# Friedrich von Eyben (1770–1825)
Friedrich von Eyben, ab 1817 Graf von Eyben (* 24. April 1770 in Meiningen; † 6. November 1825 in Frankfurt am Main) war ein mecklenburgischer Gutsbesitzer und Diplomat in dänischen Diensten.

## Leben und Werk
Friedrich von Eyben stammte aus einer Familie von Juristen und Diplomaten. Sein Vater Adolf Gottlieb von Eyben war Kanzler in Glückstadt und dänischer Gesandter in Hamburg, bevor er sich auf sein von seinem Onkel Friedrich von Eyben (1699–1787) geerbtes Gut Lütgenhof zurückzog.
Wie sein Vater trat Friedrich in dänische Dienste. Er war zunächst Abgesandter beim Rastatter Kongress und an der dänischen Gesandtschaft beim Reichstag in Regensburg. Hier gehörte er 1799 zu der Kommission, die den Rastatter Gesandtenmord zu untersuchen hatte, und übergab den Bericht der Kommission an Erzherzog Karl. Nach der Auflösung des Alten Reiches 1806 wurde Eyben 1808 Gesandter am preußischen Hof in Berlin (bis 1816) und ab 1815 beim Deutschen Bund in Frankfurt am Main, wo er den König von Dänemark in seiner Eigenschaft als Herzog von Holstein und Lauenburg vertrat.
1815 musste er seine Güter im Klützer Winkel verkaufen und erwarb das deutlich kleinere Gut Ruhethal bei Wittenburg (heute Ortsteil von Toddin).
Seit 1803 war er verheiratet mit Dorothea Caroline Elisabeth von Veltheim (1776–1811). Das Paar hatte einen Sohn Fritz (1805–1889), der später Oberlanddrost in Schönberg (Mecklenburg) wurde, und eine Tochter, Adelheid Henriette Louise Caroline (1808–1882), die später Friedrich Christian Pechlin von Löwenbach heiratete, den Nachfolger ihres Vaters als Gesandter in Frankfurt und dann Gouverneur des Herzogtums Lauenburg.
Adelheid wurde am 4. Juli 1808 unter der Nr. 867 in das Einschreibebuch des Klosters Dobbertin zur Aufnahme als Konventualin in das dortige adelige Damenstift eingetragen.

## Auszeichnungen
- 1815 Großkreuz des Danebrog-Ordens
- 1817 dänischer Lehnsgrafenstand
- 1823 Großkreuz des kurhessischen Hausordens vom Goldenen Löwen

## Nachlass
Friedrich von Eybens Privatarchiv (1791–1825) wird heute im Reichsarchiv in Kopenhagen verwahrt.